# 10099 Glazebrook
10099 Glazebrook (1991 VB9) là một tiểu hành tinh nằm phía ngoài của vành đai chính được phát hiện ngày 4 tháng 11 năm 1991 bởi dự án Spacewatch ở Kitt Peak. Nó được đặt theo tên Anglo-Australimột nhà thiên văn học Karl Glazebrook.